# Schönwölkau
Schönwölkau ist eine Gemeinde im Landkreis Nordsachsen im Freistaat Sachsen. Sie gehört zur Verwaltungsgemeinschaft Krostitz-Schönwölkau.

## Geographie
Die Gemeinde Schönwölkau wird durch die großen ebenen Felder der Leipziger Tieflandsbucht geprägt. Sie liegt ca. 17 km nordöstlich von Leipzig, 10 km südöstlich von Delitzsch und 15 km nordwestlich von Eilenburg.

## Gemeindegliederung
Die Gemeinde gliedert sich in die fünf Ortsteile, die sich 1995 als bis dahin selbstständige Gemeinden zu Schönwölkau zusammengeschlossen hatten und ihrerseits durch vorherige Eingemeindungen weitere Dörfer umfassten.
| Ortschaft  | Ortsteile                                               |
| ---------- | ------------------------------------------------------- |
| Badrina    | Badrina und Scholitz                                    |
| Brinnis    | Brinnis, Luckowehna und Wannewitz                       |
| Hohenroda  | Hohenroda und Mocherwitz                                |
| Lindenhayn | Gollmenz und Lindenhayn                                 |
| Wölkau     | Boyda, Göritz und Wölkau (früher Groß- und Kleinwölkau) |

## Geschichte
Schönwölkau ist eine am 1. Januar 1995 durch den Zusammenschluss der zuvor eigenständigen Gemeinden Badrina, Brinnis, Hohenroda, Lindenhayn und Wölkau entstandene Gemeinde. 1999 kam der zuvor zur Gemeinde Krippehna gehörende Ort Göritz als Siedlungsbereich des Ortsteils Wölkau zur Gemeinde Schönwölkau. Zur Geschichte der einzelnen Ortsteile siehe die entsprechenden Ortsartikel.
Eingemeindungen
| Ehemalige Gemeinde | Datum            | Anmerkung                                                                     |
| ------------------ | ---------------- | ----------------------------------------------------------------------------- |
| Badrina            | 1. Januar 1995   | Zusammenschluss zu Schönwölkau                                                |
| Boyda              | 1. Juli 1950     | Eingemeindung nach Wölkau                                                     |
| Brinnis            | 1. Januar 1995   | Zusammenschluss zu Schönwölkau                                                |
| Göritz             | 1. Juli 1950     | Eingemeindung nach Krippehna, am 1. Januar 1999 Umgliederung nach Schönwölkau |
| Gollmenz           | 1. Juli 1950     | Eingemeindung nach Lindenhayn                                                 |
| Groß-Wölkau        | 1. Juli 1950     | Zusammenschluss zu Wölkau                                                     |
| Hohenroda          | 1. Januar 1995   | Zusammenschluss zu Schönwölkau                                                |
| Klein-Wölkau       | 1. Juli 1950     | Zusammenschluss zu Wölkau                                                     |
| Lindenhayn         | 1. Januar 1995   | Zusammenschluss zu Schönwölkau                                                |
| Luckowehna         | 1. Juli 1950     | Eingemeindung nach Brinnis                                                    |
| Mocherwitz         | 1. Dezember 1973 | Eingemeindung nach Hohenroda                                                  |
| Scholitz           | 1. April 1936    | Eingemeindung nach Badrina                                                    |
| Wannewitz          | 1. Juli 1950     | Eingemeindung nach Brinnis                                                    |
| Wölkau             | 1. Januar 1995   | Zusammenschluss zu Schönwölkau                                                |

## Bevölkerung
| Jahr | Einwohner |
| ---- | --------- |
| 2002 | 2.855     |
| 2005 | 2.722     |
| 2010 | 2.546     |
| 2015 | 2.433     |

| Jahr | Einwohner |
| ---- | --------- |
| 2020 | 2.597     |
| 2021 | 2.612     |
| 2022 | 2.685     |

Stand: 31. Dezember des jeweiligen Jahres (Angaben des Statistischen Landesamtes Sachsen)

## Politik
- Linke: 1
- SPD: 2
- WfS: 7
- BSH: 1
- CDU: 5

### Gemeinderat
Die Gemeinderatswahl am 9. Juni 2024 war die letzte Wahl der Gemeindevertretung von Schönwölkau. Eine Übersicht über diese und vergangene Wahlen gibt die Tabelle:
| Partei/Liste                                | 2024 | 2024  | 2019 | 2019  | 2014 | 2014  |
| Partei/Liste                                | %    | Sitze | %    | Sitze | %    | Sitze |
| ------------------------------------------- | ---- | ----- | ---- | ----- | ---- | ----- |
| Wir für Schönwölkau (WfS)                   | 47,2 | 7     | –    | –     | –    | –     |
| CDU                                         | 28,8 | 5     | 57,0 | 10    | 60,7 | 11    |
| SPD                                         | 13,1 | 2     | 10,7 | 1     | 6,7  | 1     |
| Badrina-Scholitzer Heimatverein e. V. (BSH) | 6,4  | 1     | 11,8 | 2     | 7,7  | 1     |
| Die Linke                                   | 4,5  | 1     | 16,1 | 3     | 18,7 | 3     |
| Bündnis 90/Die Grünen                       | –    | –     | 4,4  | –     | 2,4  | –     |
| FDP                                         | –    | –     | –    | –     | 3,8  | –     |
| Gesamt                                      | 100  | 16    | 100  | 16    | 100  | 16    |
| Wahlbeteiligung (in %)                      | 76,2 | 76,2  | 61,6 | 61,6  | 54,7 | 54,7  |

### Bürgermeister
- 1995–2023: Volker Tiefensee (CDU)
- seit 2023: Jens Kottenhahn (SPD)

Kottenhahn wurde in der Bürgermeisterwahl am 2. April 2023 mit 50,7 % der gültigen Stimmen für eine Amtszeit von sieben Jahren gewählt.
| Wahl | Bürgermeister    | Vorschlag | Wahlergebnis (in %) |
| ---- | ---------------- | --------- | ------------------- |
| 2023 | Jens Kottenhahn  | SPD       | 50,7                |
| 2016 | Volker Tiefensee | CDU       | 63,3                |
| 2009 | Volker Tiefensee | CDU       | 58,1                |
| 2002 | Volker Tiefensee | CDU       | 98,1                |

## Sehenswürdigkeiten
- Schloss Wölkau, barocke Vierflügelanlage aus dem 17. und 18. Jahrhundert
- Schlosspark mit alten Baumbestand

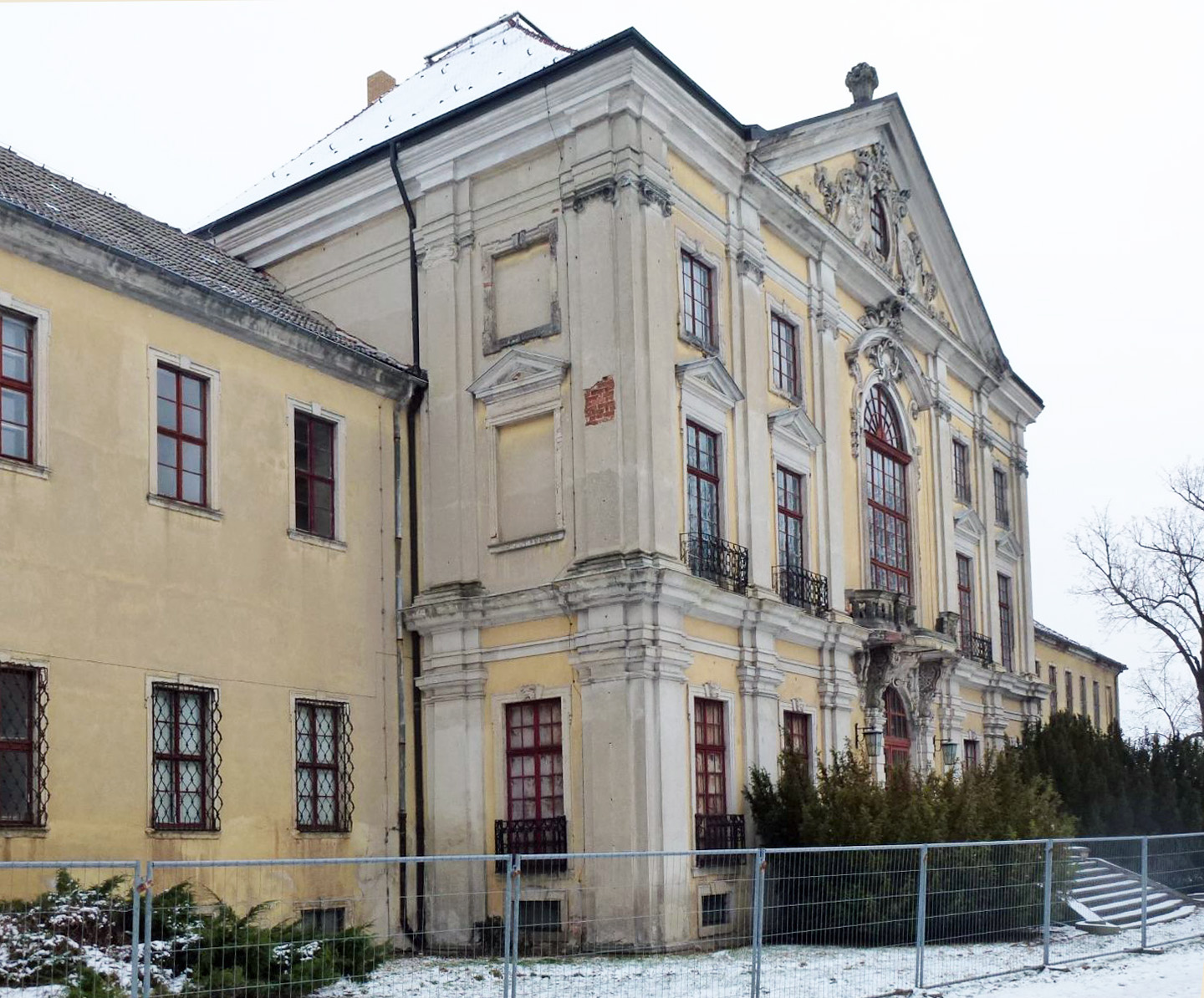
Schloss Wölkau
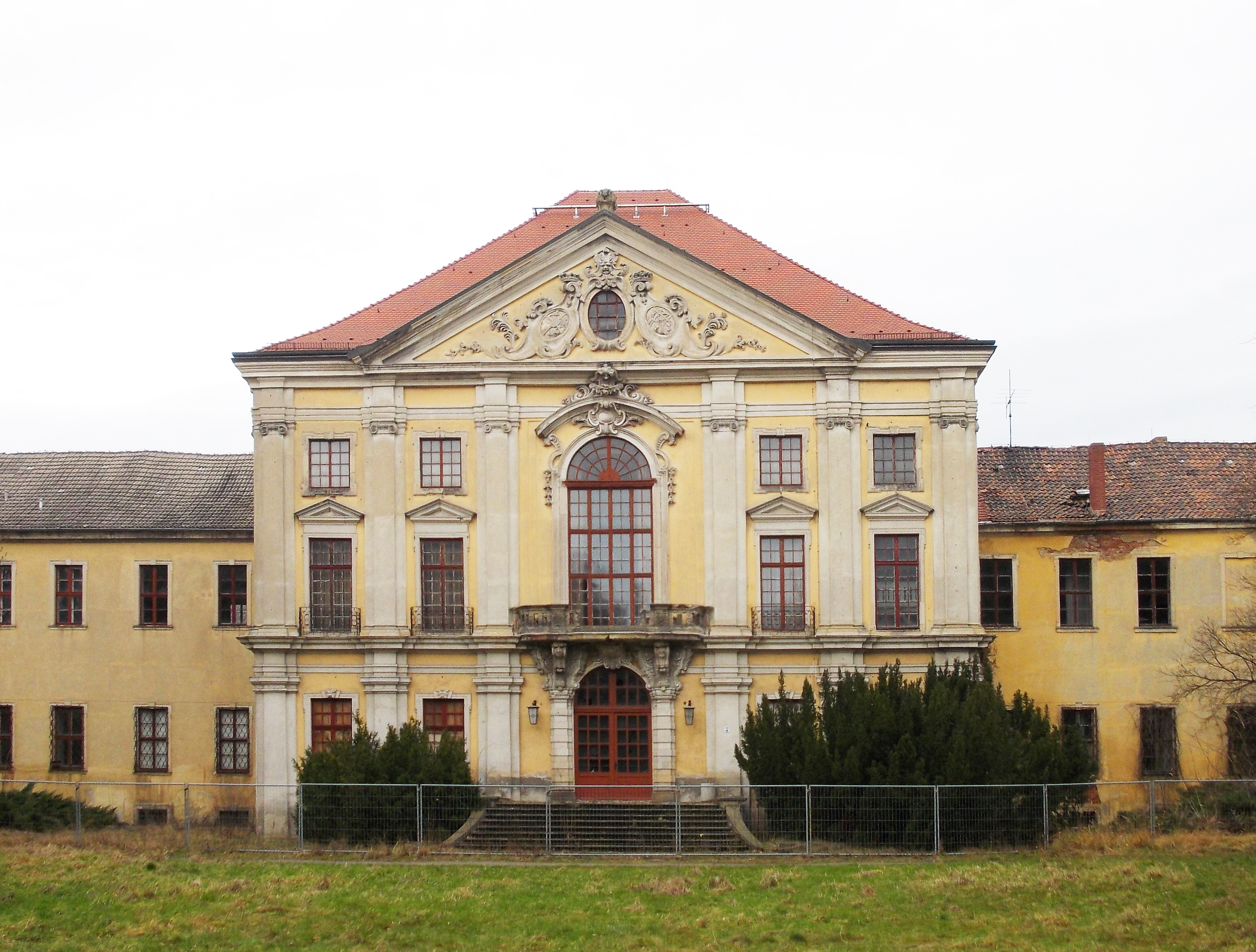
Corps de Logis
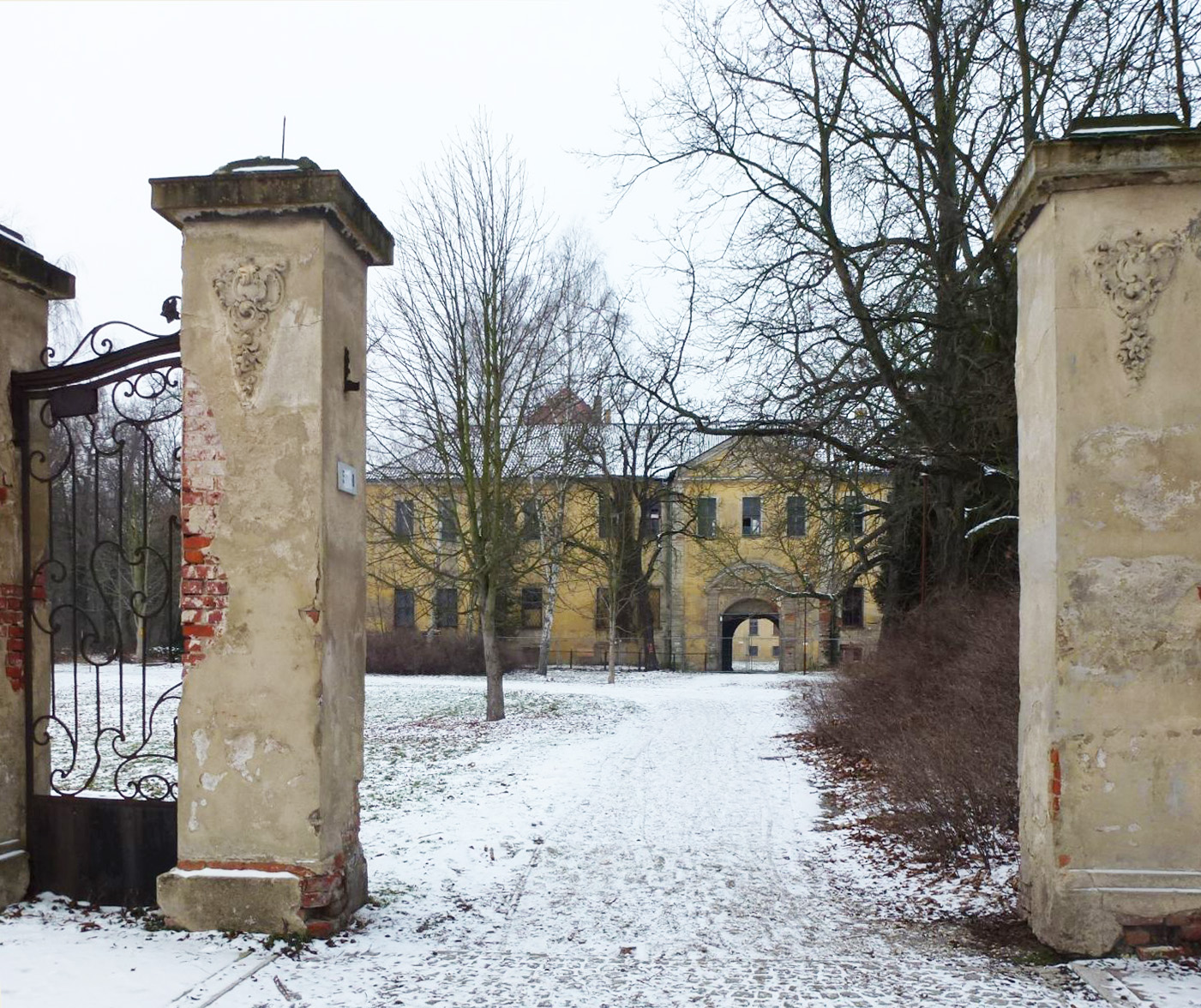
Einfahrt zum Schloss

- Patronatskirche in Wölkau, zwischen 1680 und 1684 erbaut
- Historische Apotheke in Wölkau
- Bockwindmühle in Hohenroda und Ruine einer Bockwindmühle in Mocherwitz
- Wassermühle in Badrina
- Kirche St. Mauritius in Lindenhayn, im 12. Jahrhundert als Wehrkirche erbaut und in den 1990er Jahren renoviert

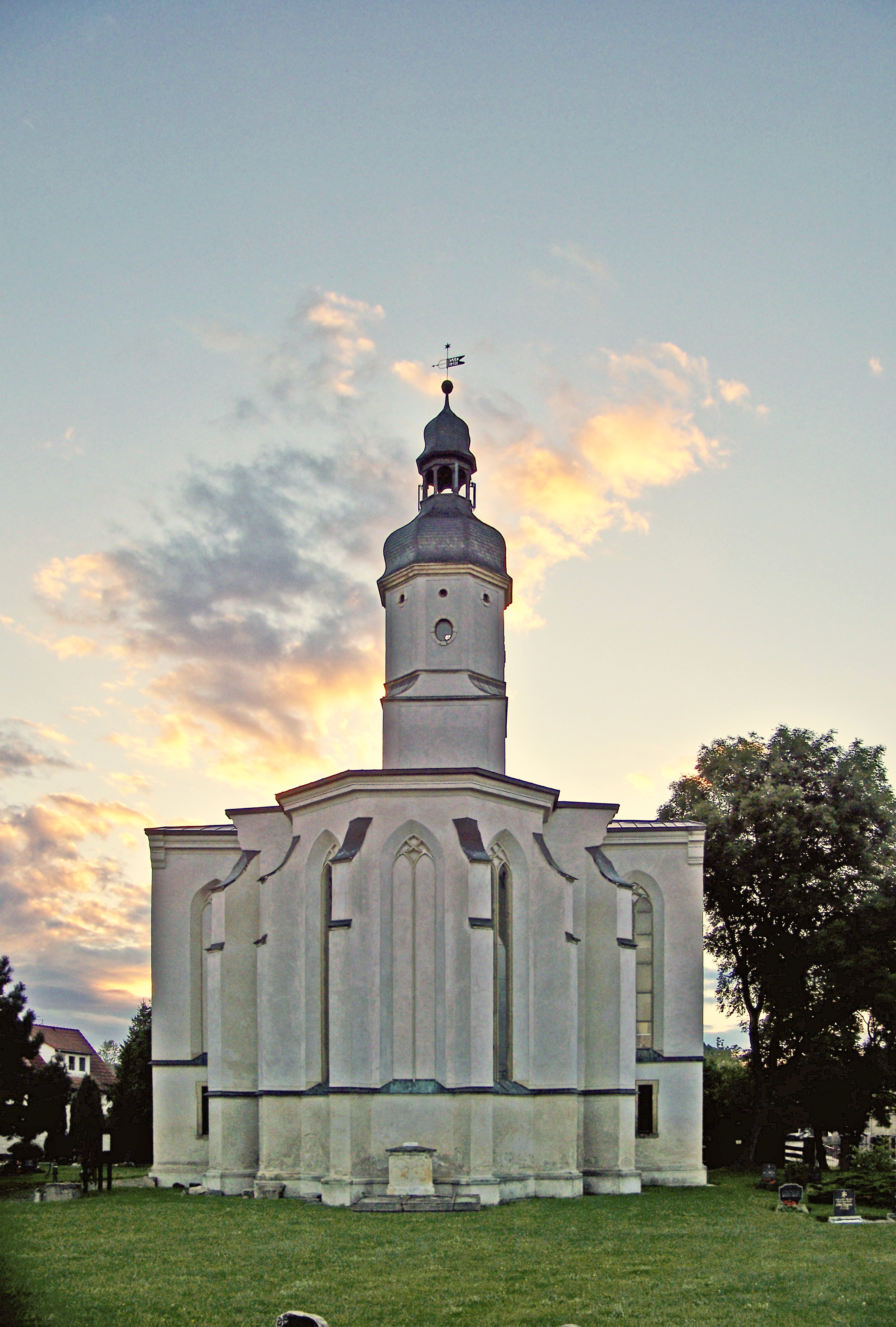
Ruine der Patronatskirche in Klein-Wölkau
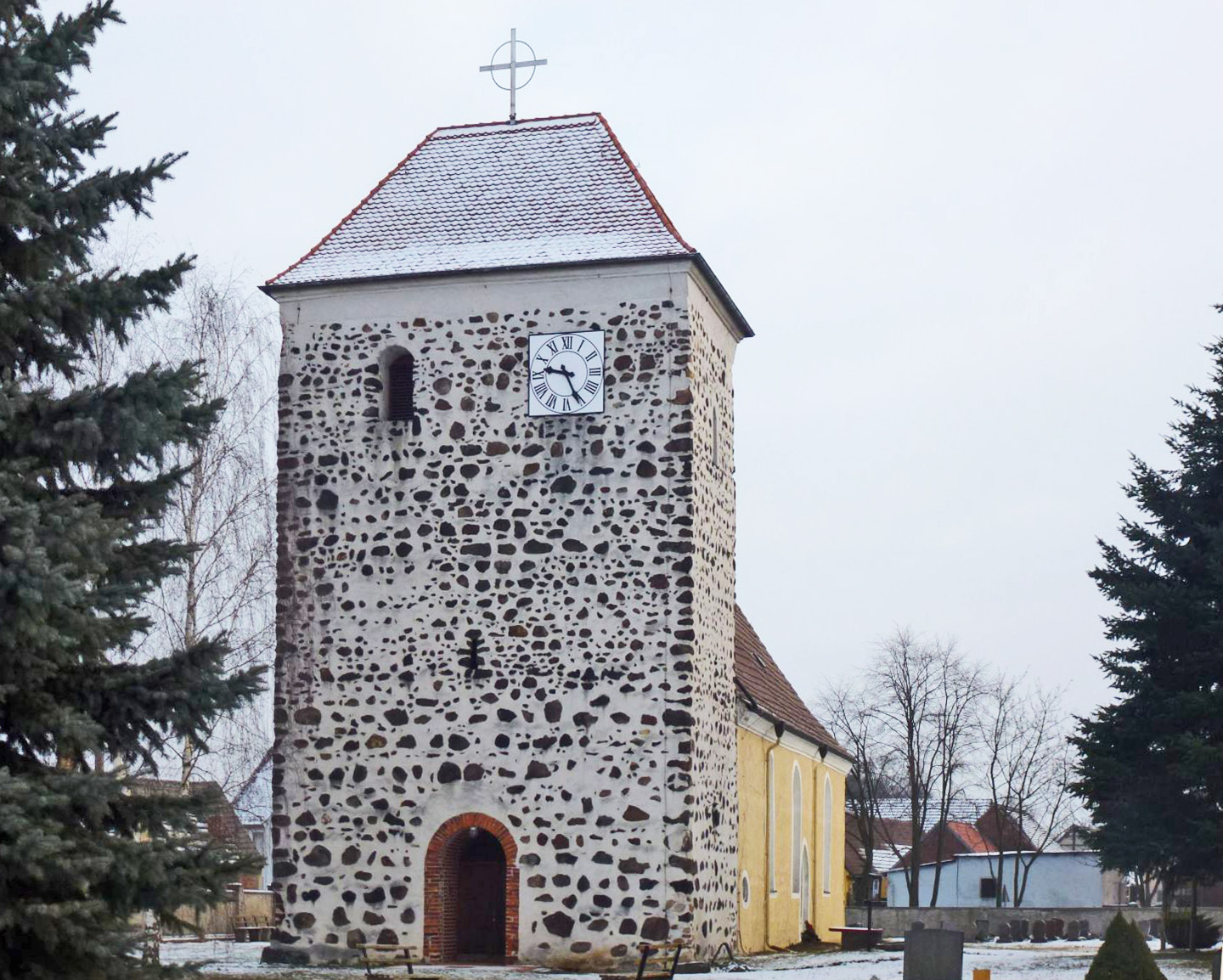
Kirche in Lindenhayn
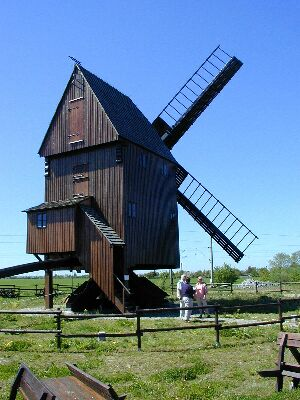
Bockwindmühle in Hohenroda

## Verkehr
Schönwölkau liegt im Bereich des Mitteldeutschen Verkehrsverbundes. Die Bahnstrecke Halle–Eilenburg verläuft durch das Gemeindegebiet. Ein Haltepunkt liegt in der Ortschaft Hohenroda, ein Bahnhof kurz hinter der Gemeindegrenze in Krensitz. An beiden halten stündlich bis zweistündlich Züge der Linie S9 der S-Bahn Mitteldeutschland.
Die Bundesstraße 2 führt durch Schönwölkau. Die Gemeinde ist auch über die Anschlussstelle Leipzig-Mitte (ca. 10 km) der Bundesautobahn 14 erreichbar.

## Persönlichkeiten
- Christian Gottlob Wilke (1788–1854), Theologe, in Badrina geboren
- Friedrich Vitzthum von Eckstädt (1855–1936), Gutsbesitzer in Wölkau
- Franz Stammer (1881–1950), Landrat in Bitterfeld und Wittenberg, in Scholitz geboren
- Friedemann Steiger (* 1938), Pfarrer und Schriftsteller, Ehrenbürger von Schönwölkau